# Antonín Pečerský
Svatý Antonín Pečerský, nebo též Antonín Kyjevský, (ukrajinsky Антоній Печерський; * 983 Ljubeč – 1073) byl křesťanský pravoslavný světec.

## Život
Narodil se poblíž Černigova. Už od svého mládí projevoval velkou zbožnost. Žil nejprve v jeskyni, kterou si vybudoval a později odešel do Řecka na svatou horu Athos, kde vstoupil do jednoho ze zdejších klášterů. Potom se vrátil na Kyjevskou Rus, aby tam založil nejstarší klášter, Pečerskou lavru v Kyjevě. Ruskou pravoslavnou církví bývá Antonín označován jako „představený všech ruských mnichů“.
Po návratu do Kyjeva se usídlil v jeskyni poblíž řeky Dněpr, avšak po zhoršení poměrů v zemi se opět na nějaký čas vrátil zpět na Athos. Po svém novém návratu na Rus se okolo něho shromáždilo několik mnichů. Jejich počet se nakonec rozšířil na tolik, že bylo nutné klášter rozšířit. Monastýr se začal nazývat Pečerským (Пече́ра = ukrajinsky jeskyně), neboť mniši zpočátku skutečně sídlili v jeskyních. Když se igumenem stal Teodos, byl zaveden typikon sv. Teodora Studity.
Antonín byl obdařen také darem prorokování a konání zázraků. Po jeho smrti jej pochovali v jeskyni, kde zemřel.